# WTCC i Storbritannien
FIA WTCC Race of UK var den brittiska deltävlingen av FIA:s världsmästerskap i standardvagnsracing, World Touring Car Championship. Deltävlingen kördes på Silverstone Circuit 2005, men flyttades till Brands Hatch, tre mil sydöst om London, till 2006. Man använde sig där av Grand Prix-banan, fram till år 2011, då WTCC flyttade till Donington Park. Det blev dock bara ett år där, eftersom Race of UK ersattes av Race of Argentina till säsongen 2012.

## Säsonger

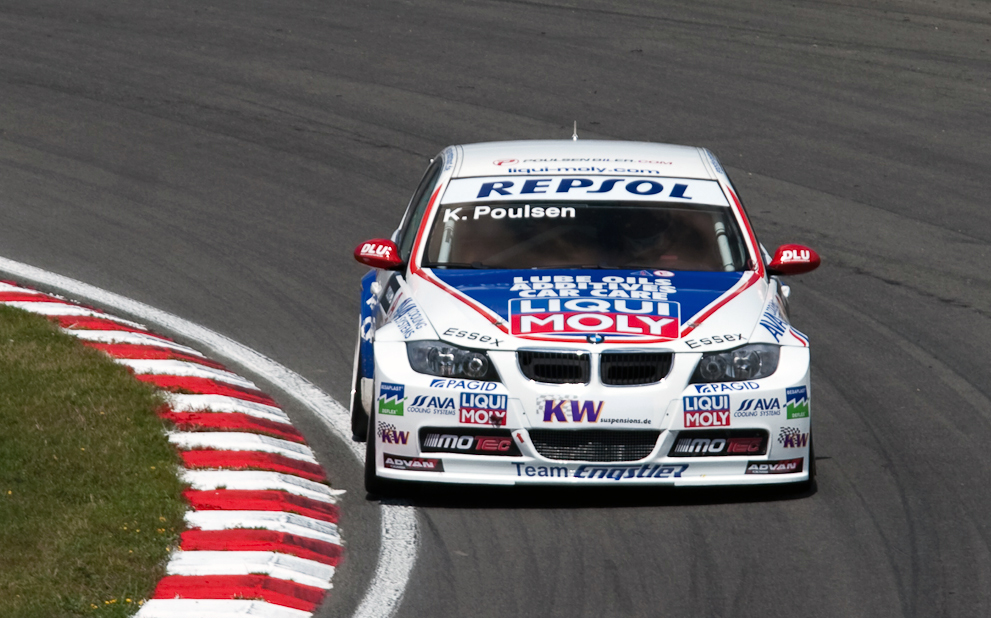
Kristian Poulsen på Brands Hatch 2009.

| År   | Bana                | Race | Segrare förare                   | Segrare bil                  | Rapport                    |
| ---- | ------------------- | ---- | -------------------------------- | ---------------------------- | -------------------------- |
| 2011 | Donington Park      | 1 2  | Yvan Muller                      | Chevrolet Cruze 1.6T         | WTCC i Storbritannien 2011 |
| 2010 | Brands Hatch        | 1 2  | Yvan Muller Andy Priaulx         | Chevrolet Cruze LT BMW 320si | WTCC i Storbritannien 2010 |
| 2009 | Brands Hatch        | 1 2  | Alain Menu Augusto Farfus        | Chevrolet Cruze LT BMW 320si | WTCC i Storbritannien 2009 |
| 2008 | Brands Hatch        | 1 2  | Jörg Müller Alain Menu           | BMW 320si Chevrolet Lacetti  | WTCC i Storbritannien 2008 |
| 2007 | Brands Hatch        | 1 2  | Alain Menu Andy Priaulx          | Chevrolet Lacetti BMW 320si  | WTCC i Storbritannien 2007 |
| 2006 | Brands Hatch        | 1 2  | Yvan Muller Alain Menu           | SEAT León Chevrolet Lacetti  | WTCC i Storbritannien 2006 |
| 2005 | Silverstone Circuit | 1 2  | Gabriele Tarquini Rickard Rydell | Alfa Romeo 156 SEAT León     | WTCC i Storbritannien 2005 |